# Зелёная улица (Салават)
Зелёная улица — улица в Салавате. Проходит в промышленной части города.

## История
Застройка улицы началась в 1949 году. Улица является основной транспортной магистралью из жилого района Салавата в промышленный.
Улица застроена в основном промышленными объектами и проходит также рядом с огородами жителей Салавата. Большая часть улицы проходит в зелёной зоне Салавата, засаженной деревьями.

## Трасса
Зелёная улица начинается от улицы Нуриманова и заканчивается на улице Левый Берег (Ишимбай).

## Транспорт
По Зелёной улице ходит автобус № 6, междугородные автобусы в Ишимбай, Стерлитамак, Уфу.

## Примечательные здания и сооружения
- д. 9 АЗС
- Очистные сооружения Газпром нефтехим Салават
- Мемориальный комплекс «Земля Юрматы»[1]